# Frédéric Hoffet
Pour les articles homonymes, voir Hoffet.
Frédéric Hoffet, né le 18 octobre 1906 à Courcelles-Chaussy (Lorraine alors allemande) et mort le 14 mai 1969 à Strasbourg, est un avocat et écrivain protestant français, essayiste et pamphlétaire.

## Biographie
Il est issu d'une famille alsacienne, fils du pasteur Charles Hoffet et de Berthe Aldinger, et frère du géologue et paléontologue Josué Hoffet. Il fait ses études au lycée de Metz, puis étudie la théologie à Strasbourg, Montpellier, Paris et New-York. Lui-même d'abord pasteur à Altkirch (1931-1940), il a épousé en 1931 Marielene Teutsch qui deviendra pasteur à son tour, de même que leur fils Jean-Louis Hoffet, également conseiller régional. Il quitte l'Alsace durant la guerre et entreprend des études de droit à Clermont-Ferrand. Il s'installe comme avocat à Strasbourg en 1947.
Frédéric Hoffet est notamment l'auteur d'une Psychanalyse de l'Alsace (1951), « étude incontournable de la dualité et du drame culturel alsaciens », dont l'analyse défie l'érosion des années.

## Publications
- La Damnation de Georges Bruckner, Grasset, 1936 (Prix de l'Alsace littéraire[7])
- L'impérialisme protestant : considérations sur le destin inégal des peuples protestants et catholiques dans le monde actuel, Flammarion, 1948
- Psychanalyse de l'Alsace, Alsatia, 1951 (plusieurs fois rééditée, puis augmentée d'une préface de Germain Muller en 1973)
- Psychanalyse de Paris (lettre-préface de Bernard Grasset), Grasset, 1953
- L'équivoque catholique : précédé d'une lettre ouverte à François Mauriac sur le nouveau cléricalisme, Fischbacher, 1956
- La politique romaine et la démission des protestants, précédé d'une introduction sur la crise de la laïcité, 1962
- La guerre des colonels, La Nuée Bleue, 2022, 216 p.  (ISBN 978-2716509299) (roman inédit)